# 真夜中のスーパーカー
『真夜中のスーパーカー』（まよなかのスーパーカー）は、2018年3月28日に、NHK名古屋放送局製作の愛知発地域ドラマとして、NHK BSプレミアムにて放送された日本のテレビドラマ。主演は山本美月。

## 概要
愛知県長久手市にある自動車博物館を舞台として、自動車への夢をめぐる人間模様をファンタジーのタッチで描く。
当番組はトヨタ自動車が全面協力しており、劇中には2000GTやレクサス・LFA等のトヨタ車が登場し、前2車はヤマハコースでランデブー走行シーンを披露している。
キャスティングについても（実際のトヨタ2000GTオーナーでもある）唐沢寿明を筆頭に自動車好きの有名人が出演しているほか、2000GTの速度記録挑戦に携わった細谷四方洋がカメオ出演している。

## ストーリー
愛知県豊田市に構える大手自動車メーカー「ナゴヤ自動車」のカーデザイナーとして働く白雪は、仕事の傍ら、将来は「伝説の名車」と言われる「ナゴヤ2000GT」を凌駕するスーパーカーを自らの手で作り出すことを目標にしていた。
ある時、白雪は走行性能よりも便利性や安全性をクルマに求める時代の波に乗れず、上司と対立した末にデザイナーを解雇され、自動運転車の開発部門に飛ばされてしまう。白雪は、運転することへの楽しさを失ったクルマを開発するよりも、離職した方がいいとさえ考えていた。
そんな中、白雪は、訪れていたナゴヤ自動車博物館に展示されたナゴヤ2000GTを見て、時間を忘れ、閉館後に及ぶまでそのデッサンに没頭していた。その様子を見た警備員・福谷に早く帰るよう促されるなか、日系ブラジル人のリカルドが福谷の目を盗んでナゴヤ2000GTを盗もうと博物館に潜んでいたことを知り、白雪はそれを阻もうとする。
すると突然、ナゴヤ2000GTの運転席に男が現れる。男は白のレーシングスーツを着たレーサーだった。男が持つ特殊な能力によって、博物館は真夜中の表情へと姿を変えたのだった。

## キャスト
白雪
演 - 山本美月
ナゴヤ自動車でカーデザイナーとして働いており、クルマの外装デザインには人一倍のこだわりがある。また、作中に登場する自動車「ナゴヤ2000GT」が彼女の中で最も理想的なカーデザインである。愛車はトヨタ・カローラレビン（2ドアクーペ）。
白いレーシングスーツの男
演 - 唐沢寿明
博物館のナゴヤ2000GTの魂の化身。真夜中になると、レーサーの姿に変わり特殊な能力を発揮する。
リカルド
演 - 上遠野太洸
一見すると日本人にも見える日系ブラジル人4世。保見団地在住。様々な事情によるブラジルへの帰国を前に「最後の仕事」に挑む。
警備員・福谷
演 - 大森博史
現在は博物館で警備員の仕事をしているが、ナゴヤ2000GTの開発について事情を知っている。顔には火傷の痕がある。
ヒメ
演 - MEGUMI
博物館の自動車（ドラージュ・タイプD8-120）の魂の化身。
エビス
演 - 深沢敦
博物館の自動車（メッサーシュミットKR200）の魂の化身。
アニキ
演 - 水木一郎
博物館の自動車（キャデラック・エルドラド・ビアリッツ）の魂の化身。
リカルドの祖父
演 - 団時朗
元自動車部品メーカーの板金工。ナゴヤ2000GTの生産に関与していた。
来館者の老人（カメオ出演）
演 - 細谷四方洋
ニッシンの職人
演 - きくち英一
ハマヤに出向しボディ板金の技術指導をしていたが、成り行きでハマヤに残り、ナゴヤ2000GTの生産に関与していた。
名古屋での白雪の上司
演 - 多田木亮佑
東京での白雪の上司
演 - 藤本喜久子
他
演 - 棚橋真典、西川カーク、ROY、黒田啓之、吉田憲祐、中村文徳

## スタッフ
- 協力 - トヨタ博物館
- 資料提供 - トヨタ自動車、トヨタテクノクラフト、ヤマハ発動機、テクノアートリサーチ、HAL名古屋
- イメージイラスト - 貞本義行
- 劇中ドライバー - 鵜飼龍太（2000GT側）、今橋彩佳（LFA側）
- 番宣ナレーション - 飯塚昭三、鈴木麻里子、一龍斎貞友、土田大、加藤有生子、安井絵里、他
- 脚本 - 會川昇
- 演出 - 大橋守（NHK名古屋放送局）
- 音楽 - ゲイリー芦屋
- VFX - 泉谷修
- 制作統括 - 吉永証（NHK名古屋放送局）
- 撮影協力 - 愛知県フィルムコミッション協議会、なごや・ロケーションナビ、豊田市

## 主題歌
「真夜中のスーパーカー」 - 水木一郎 with MC-MEGUMI ＆ 深沢敦